# 아만다상
아만다상(노르웨이어: Amandaprisen, 영어: Amanda Award)은 노르웨이 영화 산업의 탁월한 업적에 수여하는 상이다. 노르웨이 국제 영화제에서 열리는 연간 시상식이다. 1985년부터 진행되었으며, 2005년부터는 텔레비전 시상 부문이 없어졌다.

## 같이 보기
- 노르웨이 국제 영화제